# Cintray (Eure i Loir)
Cintray és un municipi francès, situat al departament de l'Eure i Loir i a la regió de Centre – Vall del Loira. L'any 2007 tenia 442 habitants.

## Demografia

### Població
El 2007 la població de fet de Cintray era de 442 persones. Hi havia 152 famílies, de les quals 24 eren unipersonals (8 homes vivint sols i 16 dones vivint soles), 48 parelles sense fills, 72 parelles amb fills i 8 famílies monoparentals amb fills.
La població ha evolucionat segons el següent gràfic:
Habitants censats

### Habitatges
El 2007 hi havia 164 habitatges, 159 eren l'habitatge principal de la família, 2 eren segones residències i 3 estaven desocupats. 163 eren cases i 1 era un apartament. Dels 159 habitatges principals, 138 estaven ocupats pels seus propietaris, 20 estaven llogats i ocupats pels llogaters i 1 estava cedit a títol gratuït; 1 tenia dues cambres, 12 en tenien tres, 42 en tenien quatre i 104 en tenien cinc o més. 147 habitatges disposaven pel capbaix d'una plaça de pàrquing. A 58 habitatges hi havia un automòbil i a 96 n'hi havia dos o més.

### Piràmide de població
La piràmide de població per edats i sexe el 2009 era:
| Homes | Edats   | Dones |
| ----- | ------- | ----- |
| 0     | 95 o +  | 0     |
| 0     | 90 a 94 | 0     |
| 4     | 85 a 89 | 0     |
| 4     | 80 a 84 | 4     |
| 0     | 75 a 79 | 0     |
| 4     | 70 a 74 | 4     |
| 8     | 65 a 69 | 4     |
| 0     | 60 a 64 | 4     |
| 8     | 55 a 59 | 8     |
| 4     | 50 a 54 | 8     |
| 12    | 45 a 49 | 12    |
| 20    | 40 a 44 | 20    |
| 36    | 35 a 39 | 24    |
| 16    | 30 a 34 | 32    |
| 0     | 25 a 29 | 4     |
| 12    | 20 a 24 | 8     |
| 20    | 15 a 19 | 4     |
| 16    | 10 a 14 | 28    |
| 32    | 5 a 9   | 24    |
| 4     | 0 a 4   | 12    |

## Economia
El 2007 la població en edat de treballar era de 299 persones, 220 eren actives i 79 eren inactives. De les 220 persones actives 215 estaven ocupades (112 homes i 103 dones) i 5 estaven aturades (1 home i 4 dones). De les 79 persones inactives 38 estaven jubilades, 28 estaven estudiant i 13 estaven classificades com a «altres inactius».

### Ingressos
El 2009 a Cintray hi havia 161 unitats fiscals que integraven 452 persones, la mediana anual d'ingressos fiscals per persona era de 21.362 €.

### Activitats econòmiques
Dels 4 establiments que hi havia el 2007, 1 era d'una empresa financera i 3 d'empreses de serveis.
L'any 2000 a Cintray hi havia 3 explotacions agrícoles que ocupaven un total de 423 hectàrees.

## Equipaments sanitaris i escolars
El 2009 hi havia una escola elemental integrada dins d'un grup escolar amb les comunes properes formant una escola dispersa.

## Poblacions més properes
El següent diagrama mostra les poblacions més properes.